# セヨン
セヨン（SE YONG、1991年11月20日（33歳） - ）は、韓国の歌手、俳優である。音楽グループ・MYNAMEのメンバー。

## 人物
- 本名はキム・セヨン（김세용、Kim Se Yong、金世容）
- 身長177cm、体重58kg、血液型O型。
- MYNAMEではダンス、ラップ。
- 趣味は運動、ダンス、特技はサッカー
- 好きな音楽ジャンルはヒップホップとバラード
- 好きな食べ物は肉類、フルーツ
- メンバーの中で唯一舞台やミュージカルの出演して活動してる。
- 幼い頃の夢はサッカー選手。
- 本人曰くスポーツには自信がある。
- 欲張りな性格。
- JYPエンターテインメントの練習生出身。
- 2014年5月 韓国 Idol Dance Festival で優勝。

## 作品

### アルバム
- Connection（2019年5月10日）

## 出演

### ドラマ
- 獣電戦隊キョウリュウジャーブレイブ（2017年4月1日 - 6月3日）- クォン・ジュヨン / ブレイブキョウリュウレッド（ブレイブレッドダイノ）役

### 舞台
- 2016年2月17日 - 2月27日「Honganji～リターンズ～」(東京公演のみ)[1]
- 2017年7月1日 - 7月9日「いつだって最高の友達」
- 2018年5月19日 - 24日「僕らの選択」

### ミュージカル
- 2017年9月15日-16日「ALTAR BOYZ」

### テレビ番組
レギュラー
- 2018年4月11日 スター育成ガチンコドキュメンタリー 「ガチだん!」- MC

＊2020/09/30 ワールド極限ミステリー

## 交友関係
- 大国男児のカラムとは高校時代の同級生でもあり、親友の仲である。